# نوربرت هوفر
نوربرت هوفر (بالألمانية: Norbert Hofer )‏ (و. 1971  م) هو سياسي، ومهندس أنظمة ‏، ومهندس نمساوي، هو عضوٌ حزب الحرية النمساوي، ترشح في الانتخابات التشريعية النمساوية 2013 ‏، والانتخابات التشريعية النمساوية 2017.

## مناصب
تولى منصب Ministry of Climate Action and Energy (Austria) ‏ (منذ 18 ديسمبر 2017)
- عضو المجلس الوطني للنمسا (9 نوفمبر 2017–18 ديسمبر 2017)
- Third President of the National Council of Austria ‏ (29 أكتوبر 2013–)[7]
- عضو المجلس الوطني للنمسا (30 أكتوبر 2006–)[7]
- عضو المجلس الوطني للنمسا.[13]

## روابط خارجية
- نوربرت هوفر على موقع مونزينجر (الألمانية)